# Янорсово
Яно́рсово (рос. Янорсово, чув. Пустрикасси) — присілок у складі Цівільського району Чувашії, Росія. Входить до складу Малоянгорчинського сільського поселення.
Населення — 123 особи (2010; 111 у 2002).
Національний склад:
- чуваші — 95 %